# Bryllupsdag (film)
Bryllupsdag er en dansk kortfilm fra 2012 instrueret af Lasse Tvilum Toft efter eget manuskript.

## Medvirkende
- Lone Christensen, Elsa
- Thomas Maj Fuglsbjerg, Hjemmehjælper